# Trofeo Brigadier Trompowsky
El Trofeo Brigadier Trompowsky fue instituido por la Confederación Brasilera de Deportes, en homenaje al distinguido militar de su país, para ser disputado entre las Selecciones de fútbol de Uruguay y Paraguay. Es un trofeo de bronce, que representa el diseño de un león y un águila en plena lucha, simbolizando la fuerza y la ciencia.

## Resultado
| Fecha               | Sede           | Equipo  | Resultado | Equipo   |
| ------------------- | -------------- | ------- | --------- | -------- |
| 30 de abril de 1950 | Río de Janeiro | Uruguay | 2 - 3     | Paraguay |